# Bonnier Point
För andra betydelser, se Bonnier (olika betydelser).
Bonnier Point är en udde i Antarktis, namngiven av Jean-Baptiste Charcot för den franske zoologen Jules Bonnier (1859–1908). Den ligger i Västantarktis. Argentina, Chile och Storbritannien gör anspråk på området.
Terrängen inåt land är kuperad åt sydost, men åt nordost är den platt. Havet är nära Bonnier åt nordväst. Trakten är obefolkad.